# Alexander Emanuely
Alexander Emanuely (* 17. Dezember 1973 in Innsbruck) ist ein österreichischer Schriftsteller und Kulturwissenschaftler. Er ist im Republikanischen Club – Neues Österreich politisch aktiv und Initiator der Österreichischen Sektion der LICRA. Er war mehrere Jahre geschäftsführender Redakteur der Zeitschrift Context XXI. Magazin zur Alpenbegradigung. Er ist Senior Research Fellow am Wiener Institut für Historische Sozialforschung und Sekretär der Theodor Kramer Gesellschaft.

## Leben
Alexander Emanuely lebt seit 1975 in Wien. Seine Eltern sind die Sängerin Catherine Kunitzberger-Emanuely und der Maler Hanns Kunitzberger.
Emanuely studierte Politik- und Theaterwissenschaft an der Universität Wien und legte 2002 seine Diplomarbeit „Avantgarde und ihr Einfluss auf politische Prozesse – am Beispiel der SurrealistInnen“ vor. 2019 promovierte er an der Universität für angewandte Kunst mit der Dissertation Avantgarde in Wien? Oder AvantgardistInnen ohne Avantgarde?. Schwerpunkte seiner Forschungen sind die Wiener Jakobiner, Kunst und Literatur des Widerstandes und des Exils aus der Zeit des Nationalsozialismus, die Arbeiterbewegung und Arbeiterkultur sowie die historische Avantgarde. Darüber hinaus ist er zivilgesellschaftlich politisch engagiert und wurde 1993 aktives Mitglied des Republikanischen Clubs.
Von 1995 bis 1999 war er Herausgeber des E-Zines CONTEXTXXI: Internetforum about Literature, Art & Society. 1999 erfolgte die Fusionierung des Internet-Projekts mit der Zeitschrift ZOOM der ARGE Wehrdienstverweigerung und Gewaltfreiheit in Wien und die Zeitschrift Context XXI. Magazin zur Alpenbegradigung entstand. Alexander Emanuely war von 2001 bis 2005 geschäftsführender Redakteur der Zeitschrift. 2001 war er Mitgründer der Österreichischen Sektion der LICRA. Von 2001 bis 2006 war die LICRA-Österreich Herausgeberin der Context XXI.
Zwischen 2006 und 2009 war Emanuely wissenschaftlicher Mitarbeiter der ESRA und erarbeitete dort gemeinsam mit David Vyssoki eine Studie zur Prävention von PTSD und über die salutogenetischen Faktoren im Leben schwer traumatisierter Menschen.
2006 erschien Emanuelys historischer Jugendroman Die Janitscharin, in dem es um die Sultaninnen Nurbanu und Safiye und um das Leben auf dem Balkan, in Istanbul und in Algier des 16. Jahrhunderts geht. Neben diesem Jugendroman gibt es weitere Prosastücke in Form von Kurzgeschichten, die in der Context XXI und der Zwischenwelt veröffentlicht wurden. 2008 wirkte Emanuely als Vortragender und Mitstreiter beim Projekt Kunst und Befreiung des forums experimentelle architektur Jan Tabors mit. Ebenfalls 2008 kuratierte er gemeinsam mit Peter Kreisky unter anderem Aufführungen und Diskussionsrunden im Experimentaltheater Fleischerei. Im April 2009 erfolgte eine künstlerische Intervention in der ersten Ausstellung des Salon Vienna, dem Wiener Ableger des Jewish Salon Networks. Außerdem arbeitete er im Performance-Bereich öfters mit Künstlern wie Anna Mitterer oder Thomas J. Jelinek, Gründer der Performance-Gruppe NOMAD.theatre, zusammen.
Emanuely trug bei den Wiener Vorlesungen 2010 über Franz Hebenstreit und 2012 und 2013 über Jura Soyfer vor. 2013 hielt er gemeinsam mit Fritz Hausjell an der Universität Wien eine Vorlesung über die Vereinigung sozialistischer Schriftsteller.
Von 2010 bis 2024 arbeitete Emanuely als wissenschaftlicher Mitarbeiter in der Theodor Kramer Gesellschaft (TKG). Im April 2024 folgte er Konstantin Kaiser als ihr Sekretär nach. Er ist Herausgeber der Lyrikreihe Nadelstiche und Redakteur der Zeitschrift der TKG Zwischenwelt. Weiters bereitete er für das Archiv der TKG die Sammlung Herbert Exenbergers zur Vereinigung sozialistischer Schriftsteller und die Nachlässe Otto Harpners Stefan Pollatscheks, Gerda Hoffers, Leon Kellners und Paula Arnolds auf. 2014 organisierte er die internationale Tagung der TKG Die Zerstörung der Arbeiterkultur durch Faschismus und Nationalsozialismus.
In der Reihe theorie.org des Schmetterling Verlages publizierte Emanuely zwei Bände zum Thema Avantgarde. Darin beschreibt er die Entwicklung von Félix Fénéon über Dada bis zur Situationistischen Internationale und zeichnet deren revolutionäre Zielsetzungen und Ursprünge im Anarchismus auf. 2018 erhielt er mit einem Buchprojekt zur Entwicklung der republikanischen Idee in der Wiener Moderne im Rahmen des Calls Republik in Österreich – Demokratie in Wien der Stadt Wien und der Österreichischen Akademie der Wissenschaften ein Forschungsstipendium. Es entstand der über 600-seitige dokumentarische Essay über den Schriftsteller, Verleger und politischen Aktivisten Carl Colbert Das Beispiel Colbert. Fin de siècle und Republik.

## Publikationen

### Autor
- Die Janitscharin. Erinnerungen einer Kriegerin. G&G, Wien 2006, ISBN 3-7074-0308-4.
- Ausgang: Franz Hebenstreit. Bibliothek der Provinz, Weitra 2010, ISBN 978-3-902416-42-1.
- Ausnahmezustand. Jura Soyfers Transit. Bibliothek der Provinz, Weitra 2013, ISBN 978-3-99028-184-0.
- Avantgarde I. Von den anarchistischen Anfängen bis Dada – oder: wider eine begriffliche Beliebigkeit. Schmetterling Verlag, Stuttgart 2015, ISBN 978-3-89657-680-4.
- Avantgarde II. Vom Surrealismus bis zu den LettristInnen oder Antikunst und Revolution. Schmetterling Verlag, Stuttgart 2017, ISBN 978-3-89657-687-3.
- Das Beispiel Colbert. Fin de siècle und Republik. Ein dokumentarischer Essay. Verlag der Theodor Kramer Gesellschaft, Wien 2020, ISBN 978-3-901602-85-6.
- Aus Widerstand und Solidarität. Vorgeschichte und Gründung der Volkshilfe. echomedia Buchverlag, Wien 2022, ISBN 978-3-903989-33-7.
- Vom Rothen Punkt zum Roten Wien. 130 Jahre Sozialdemokratie in Favoriten. Ein Essay. Verlag der Theodor Kramer Gesellschaft, Wien 2024, ISBN 978-3-903522-27-5.

### Herausgeber
- Siegfrieds Köpfe. Rechtsextremismus, Rassismus und Antisemitismus an der Universität Wien. Hrsg. mit Eva Krivanec. Context XXI 7–8/01–1/02, Wien 2002.
- März. Literatur & Gedächtnis. Ein Lesebuch. Hrsg. mit Judith Goetz. Verlag der Theodor Kramer Gesellschaft, Wien 2011, ISBN 978-3-901602-44-3.
- Exil. Literatur & Gedächtnis. Ein Lesebuch. Hrsg. mit Judith Goetz und Thomas Wallerberger. Theodor Kramer Gesellschaft, Wien 2012, ISBN 978-3-901602-47-4.
- Karl Ausch: Als die Banken fielen. Zur Soziologie der politischen Korruption. Hrsg. gemeinsam mit Brigitte Lehmann. Mit einem Vorwort von Ferdinand Lacina. Theodor Kramer Gesellschaft, Wien 2012, ISBN 978-3-901602-51-1.
- Willy Verkauf-Verlon: Auch die Worte haben Grenzen. Gedichte 1935–1993. Hrsg. mit Konstantin Kaiser, Lydia Mischkulnig, Herbert Staud. Theodor Kramer Gesellschaft, Wien 2015, ISBN 978-3-901602-60-3.
- Vieler Sterne Geist – Moderne jiddische Lyrik. Eine Auswahl in Nachdichtungen von Marek Scherlag, Lorenz Scherlag und Alfons Petzold. Hrsg. mit Evelyn Adunka und Judith Aistleitner. Theodor Kramer Gesellschaft, Wien 2017, ISBN 978-3-901602-72-6.
- Arthur Rimbaud: Der Dieb des Feuers. Die Erleuchtungen. Ein Sommer in der Hölle. Ein Herz unter einer Soutane. Aus dem Französischen von Josef Kalmer. Mit einem Vorwort von Lydia Mischkulnig. Herausgegeben und mit einem Nachwort versehen von Alexander Emanuely. Verlag der Theodor Kramer Gesellschaft, Wien 2018, ISBN 978-3-901602-71-9
- Rose Meller: Justiz in Amerika. Novelle. Herausgegeben und mit einem Nachwort versehen von Alexander Emanuely. Verlag der Theodor Kramer Gesellschaft, Wien 2022, ISBN 978-3-901602-95-5